# Chaise sonore
Ne doit pas être confondu avec Chaise musicale.
Pour les articles homonymes, voir Chaise (homonymie).
 (janvier 2024).

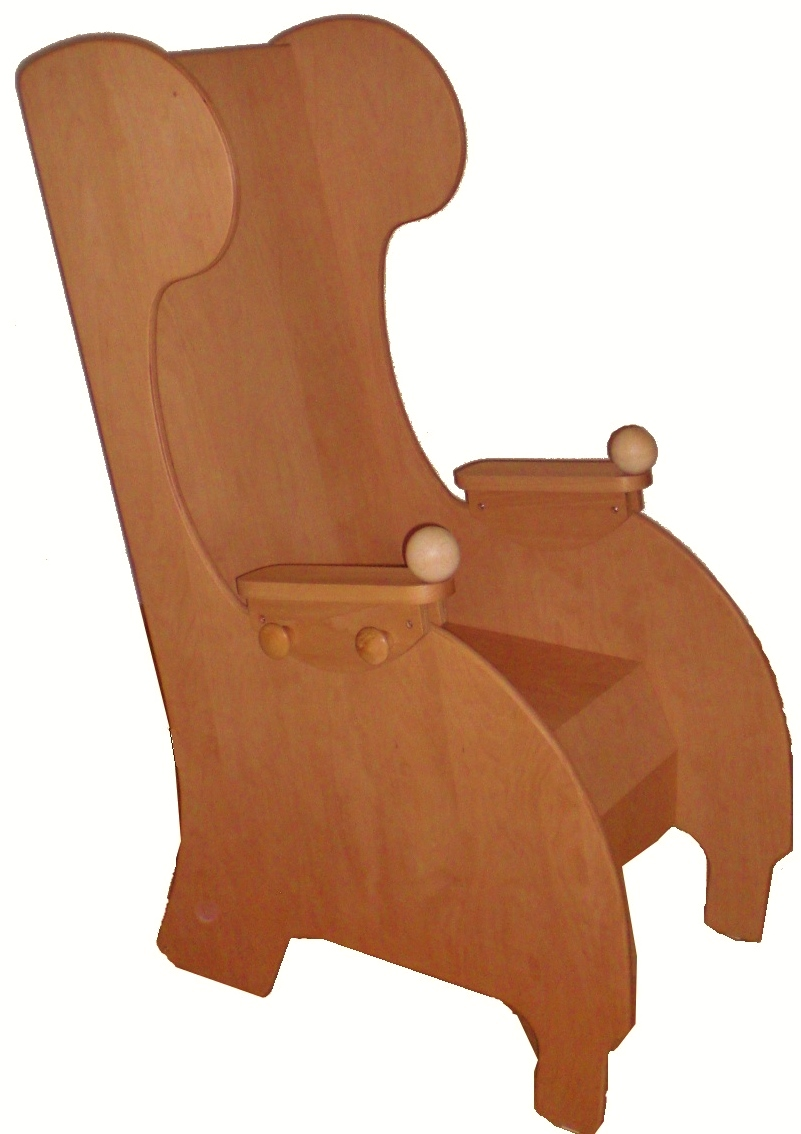
Chaise sonore (vue avant).

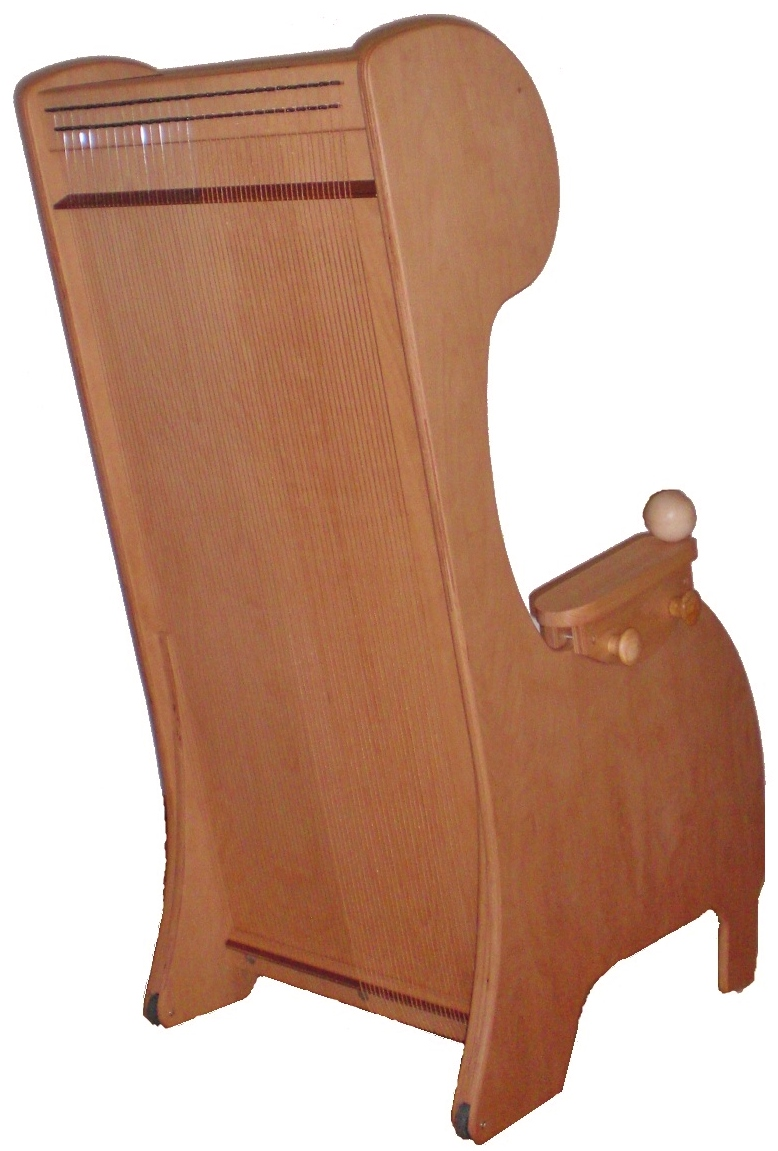
Chaise sonore (vue arrière avec les cordes).

Une chaise sonore (allemand : Klangstuhl) est une variante particulière du monocorde sous la forme d'une chaise dont le dos se compose de plusieurs cordes accordées à la même hauteur.

## Histoire
La chaise sonore est développée par le fabricant d'instruments berlinois Bernhard Deutz et exposée en 1996 au Congrès mondial international de musicothérapie à Hambourg, parmi d'autres instruments utilisés en musicothérapie. Elle y remporte le deuxième prix du concours organisé par la World Federation of Music Therapy pour les nouveaux instruments de thérapie. Entre-temps, des chaises sonores sont également fabriquées par un certain nombre d'autres fournisseurs.

## Caractéristiques
Une chaise sonore est une chaise de taille variable, munie de cordes nues ou filées, accordées à la même hauteur. Pendant qu'une personne est assise sur cette chaise, une autre personne, debout derrière la chaise, effleure les cordes. Le son et les oscillations ainsi que les vibrations qui en résultent se transmettent au corps entier de la personne assise, jusqu'au bout des doigts,. Les sons et vibrations physiquement perceptibles qui en résultent sont censés entraîner une détente et avoir un effet apaisant,.
En règle générale, les chaises sonores sont fabriquées en bois, mais l'exposition Harter Stoff. Carbon - das Material der Zukunft au Deutsches Museum à Munich, présentait une fabrication spéciale d'une chaise sonore en polymère renforcé de fibres de carbone (carbone), conçue par l'Institut de construction aéronautique de Stuttgart,. La communauté Leibniz classe ce modèle spécial de chaise sonore parmi les points forts de l'exposition.

## Possibilités d'usage
La chaise sonore est utilisée comme support de méditation et en musicothérapie,,, par exemple pour le traitement des troubles de la communication chez l'enfant, pour communiquer avec des enfants malentendants, comme instrument de créativité, pour le traitement de patients souffrant de douleurs chroniques, et pour les soins palliatifs.